# Cyphotheca
Cyphotheca es un género de plantas fanerógamas de la familia Melastomataceae con dos especies.

## Taxonomía
El género fue descrito por Friedrich Ludwig Emil Diels y publicado en Botanische Jahrbücher für Systematik, Pflanzengeschichte und Pflanzengeographie 65: 103, en el año 1932.